# Sierra Nevada-steenbok
De Sierra Nevada-steenbok (Capra pyrenaica hispanica) is een van de twee voortlevende ondersoorten van de Spaanse steenbok (Capra pyrenaica) en werd voor het eerst wetenschappelijk beschreven door H. R. Schimper in 1848.

## Verspreiding
De Sierra Nevada-steenbok is endemisch voor het zuidoosten van Spanje. Zijn verspreidingsgebied strekt zich als een band uit over de gebergten langs de Middellandse Zee, tussen Gibraltar en de Ebrodelta. De grootste populatie bevindt zich in de Sierra Nevada, waar de aantallen in 2002 op circa 16.000 individuen werd geraamd. Overige populaties bevinden zich onder meer in de Sierra de Cazorla, Sierra de Segura, Sierra Mágina, Serranía de Ronda, Sierra de Tejeda en de Sierra de las Nieves. Op Gibraltar is deze ondersoort uitgestorven.

## Bedreigingen
Ondanks dat dit de meest voorkomende ondersoort is van de Spaanse steenbok blijft de Sierra Nevada-steenbok kwetsbaar. In de Sierra de Cazorla en Sierra de Segura zorgde een ziekte ervoor dat de populaties in het verleden in elkaar konden zakken. Ongeveer 95% van de populaties stierf er in 1977 aan schurft, veroorzaakt door de schurftmijt (Sarcoptes scabiei). Daarnaast is de illegale jacht en trofeejacht op volwassen mannetjes mogelijk een probleem in genetisch opzicht, maar dit is niet wetenschappelijk bevestigd.